# Splitterbrötchen
Splitterbrötchen sind eine leicht süße, fettreiche Brötchenspezialität aus Berlin. Sie haben eine leicht „splittrige“ Kruste und eine weiche Krume. Splitterbrötchen sind unregelmäßig geformt mit einer zerklüfteten Oberfläche, sie ähneln den Hamburger Franzbrötchen. Während Letztere aus touriertem Plunderteig hergestellt werden, wird die Butter beim Splitterbrötchen erst nach der eigentlichen Teigzubereitung dazugegeben.

## Zubereitung
Der Teig wird aus Weizenmehl, Hefe, Sauerteig (oder Zitronenkonzentrat), Salz, Zucker und Butter hergestellt. Die Butter wird in halbgefrorenem Zustand zum Schluss dazugegeben und muss nach dem Unterkneten noch in Stücken erkennbar sein.
Während sich im Westen des ehemals geteilten Berlins vielfach die Zubereitung aus Plunderteig durchsetzte, erhielt sich im ehemaligen Ostteil der Stadt oft die ursprüngliche Methode. Gegenwärtig gibt es nur noch wenige Bäckereien Berlins, die Splitterbrötchen in der traditionellen Weise herstellen.

## Beispiele aus verschiedenen Bäckereien bzw. Backstuben

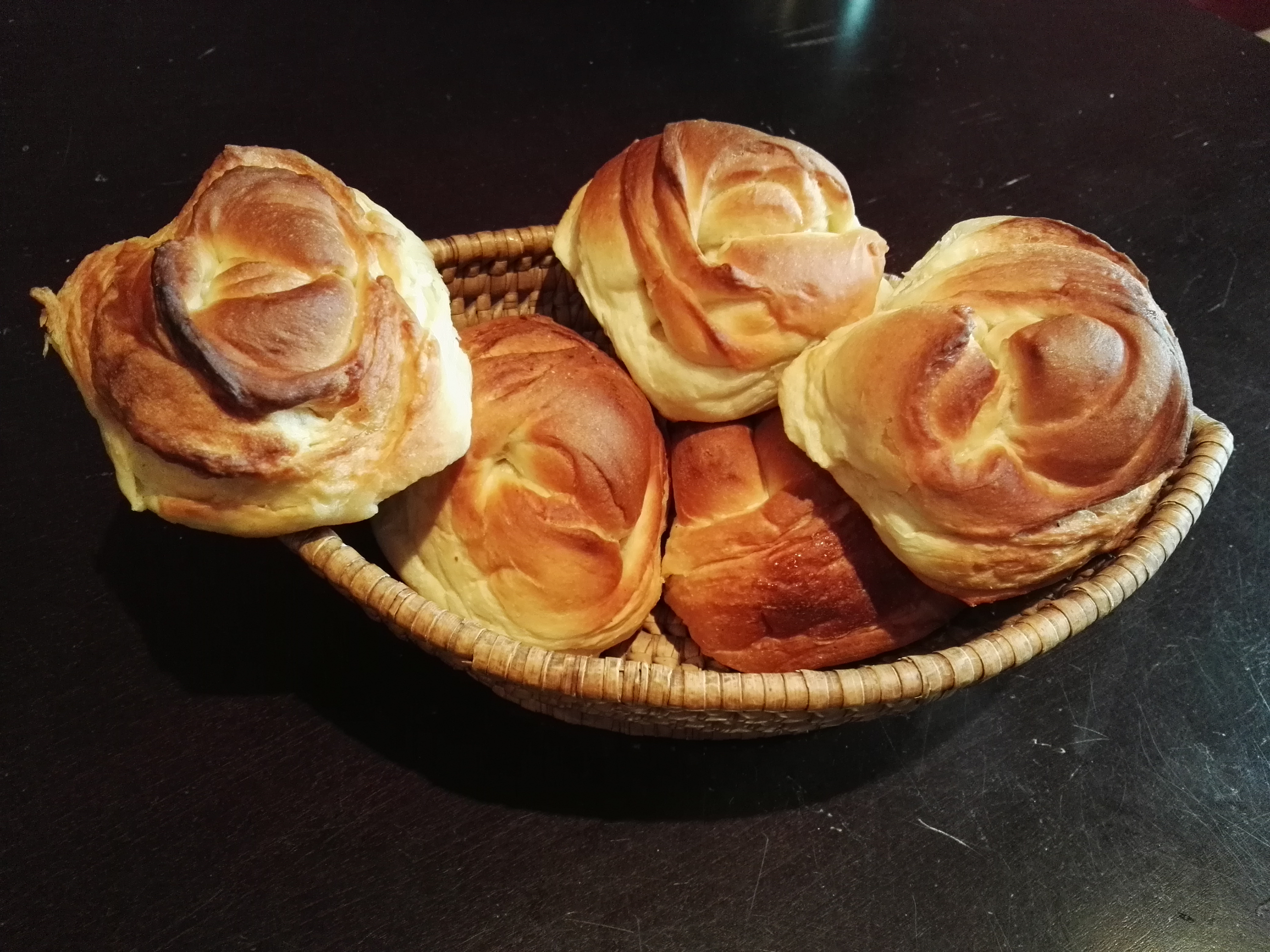
Blauert (Lichtenberg)
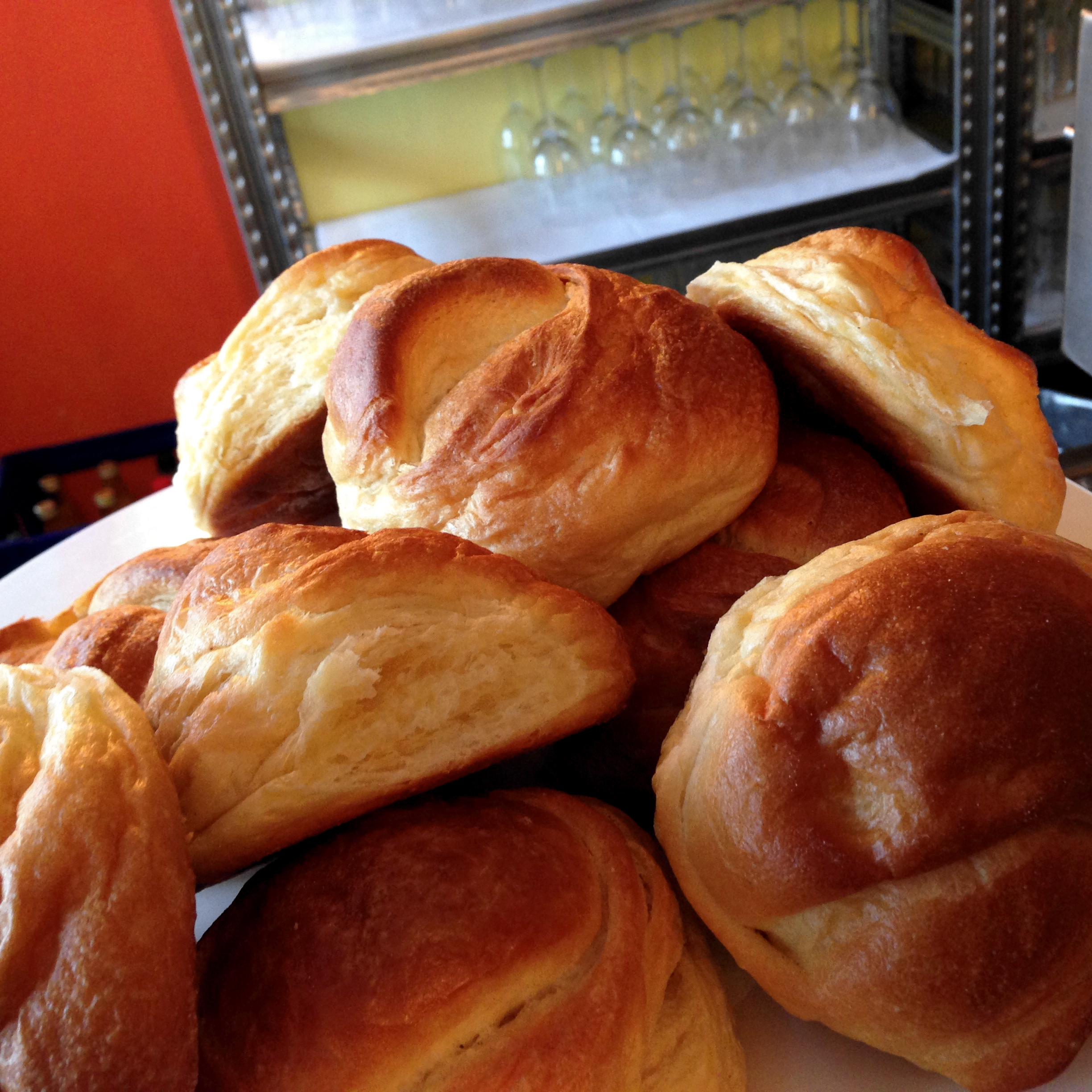
Café Luxemburg
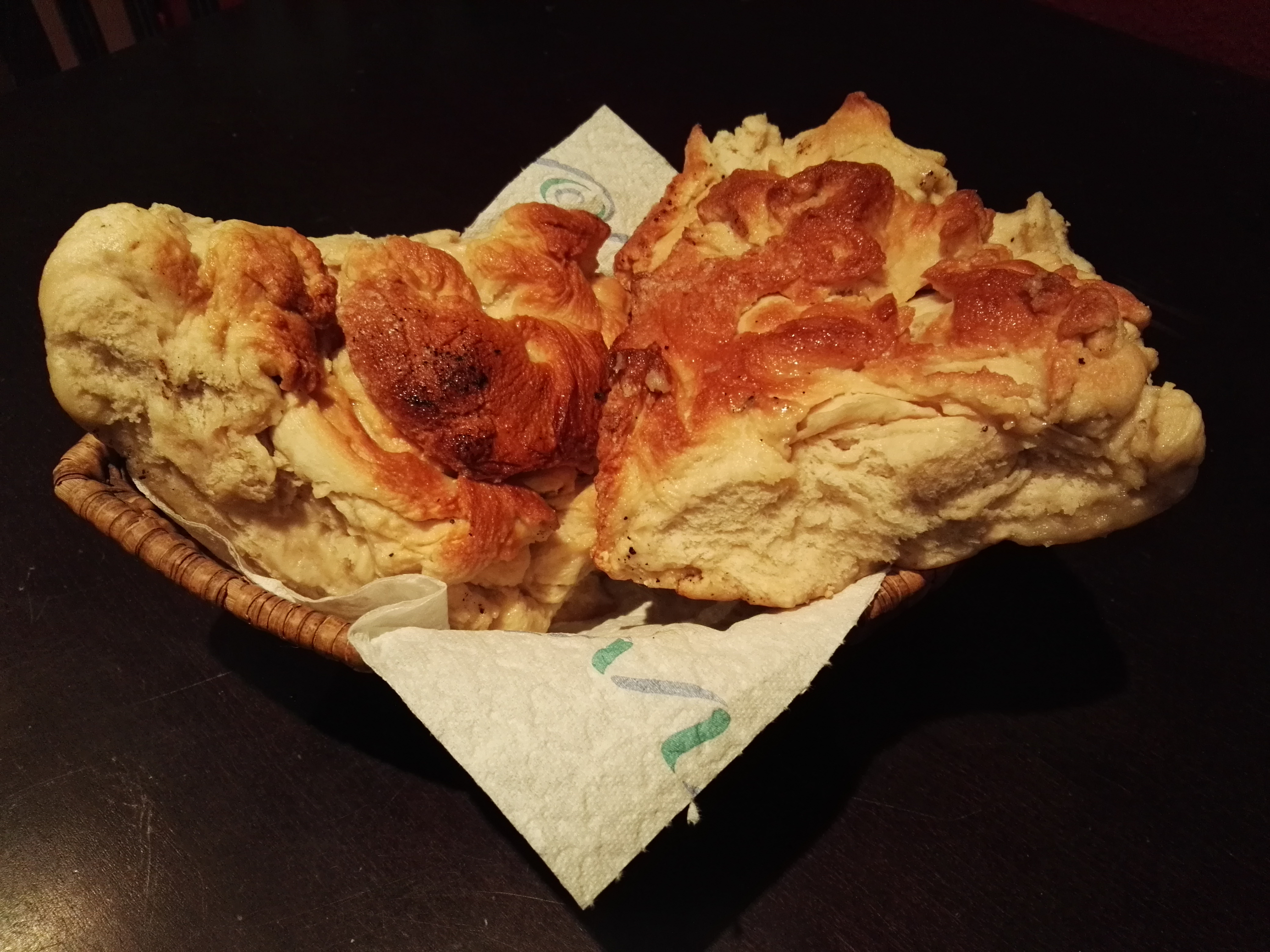
Hacker (Prenzlauer Berg)
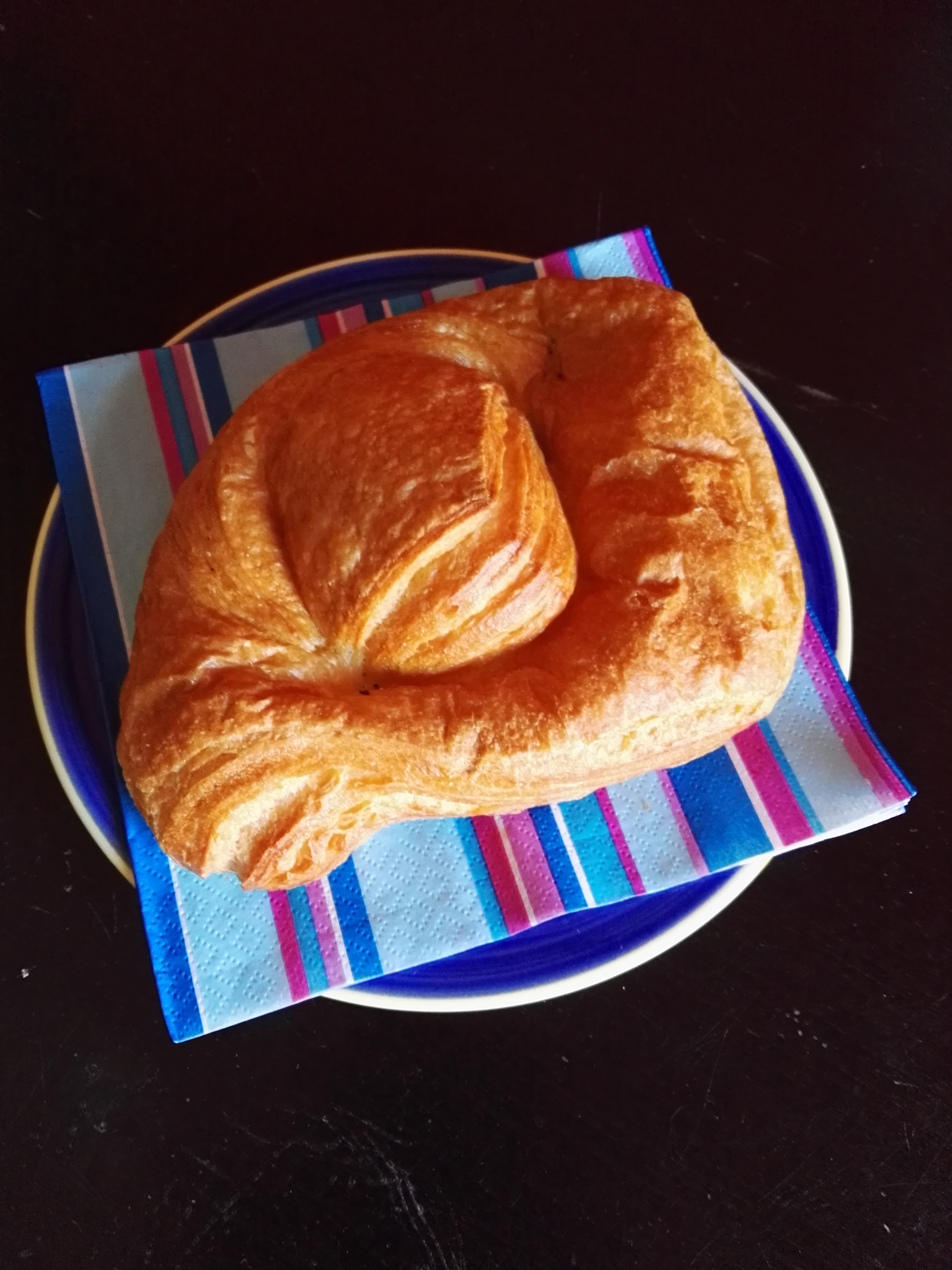
Fröhliche Bäckerei (Friedrichshain)
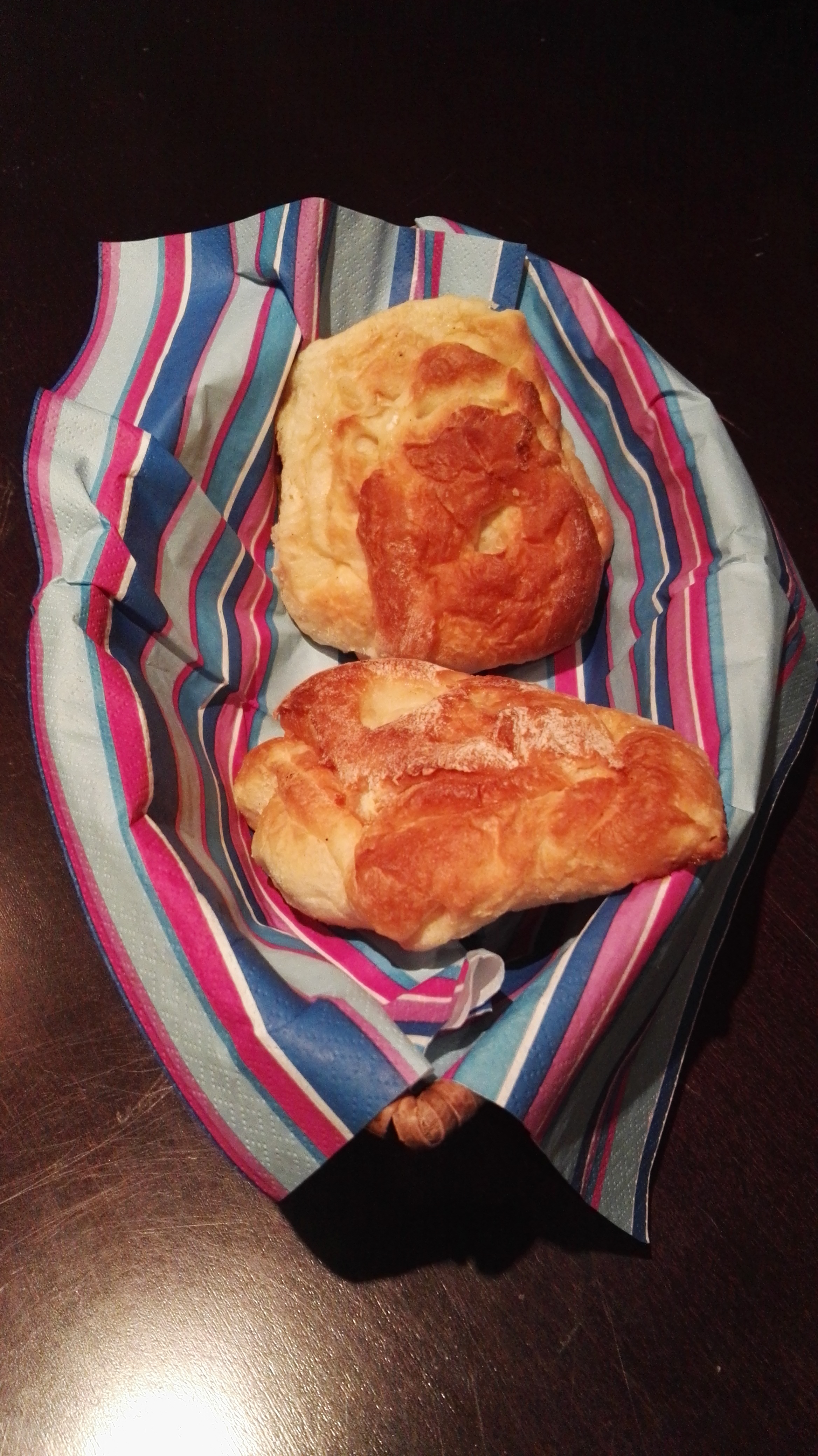
Hannemann (Lichtenberg)